# Göran Hugo Olsson
Göran Hugo Wilhelm Olsson, krediterad Göran Olsson eller Göran Hugo Olsson, född 20 september 1965 i Lund, är en svensk dokumentärfilmare samt filmregissör, manusförfattare, filmfotograf och producent.
Olsson var filmkonsulent vid Svenska Filminstitutet 1999-2002. Han grundade produktionsbolaget Story AB och var redaktör för SVT:s kortfilmsmagasin Ikon 1998–2002. Han var också medlem i redaktionen för SVT:s Elbyl 1996–1997.
Vid Guldbaggegalan 2012 blev hans film The Black Power Mixtape 1967–1975 belönad med två guldbaggar i de nyinstiftade kategorierna Bästa klippning och Bästa originalmusik.
Tillsammans med Dino Jonsäter skapade han A-cam, världens minsta filmkamera.
Olsson är styvfar åt sångerskan Vanessa Falk, sedan ett äktenskap med hennes mor Tove Falk-Olsson. Dom har även gemensamt sonen John (född 1993). Olsson är sedermera omgift med tv-producenten Fatima Varhos och har tillsammans med henne två döttrar födda 2013 respektive 2015.

## Filmografi i urval
- 1988 – Tommy och jag
- 1995 – Zigeunernacht
- 1999 – Fuck you, fuck you very much – En dokumentär om Leila K
- 2003 – Back – Medregi, Stefania Malmsten och Maria Ben Saad
- 2009 – Am I Black Enough for You – En dokumentär om Billy Paul
- 2011 – The Black Power Mixtape 1967–1975 - En dokumentär om den afro-amerikanska medborgarrättskampen under åren 1967–1975
- 2014 – Om våld
- 2014 – All We Have Is Now (manus och produktion)
- 2016 – Fonko
- 2018 – Den sommaren
- 2018 – Maj 68
- 2019 – England 79
- 2023 – La société du spectacle
- 2024 – Israel Palestina på svensk tv 1958-1989